# Мистификация
Мистификацията е съзнателно представяне на невярна информация за вярна.
Изразява се в съчиняване или преиначаване на факти и наблюдения, с цел така променени, те да представляват доказателство за нечия теория, в преувеличаване на значението на дадено събитие или личност, преиначаване на характеристиките на даден обект, с цел да бъде повдигната стойността му. Най-често мистификацията има за цел някакъв вид облага – парична, политическа или друга.

## В науката
- Пример за представянето на верни факти за грешни, чрез масивна пропаганда, са Конспиративните теории за кацането на Луната.
- През 2001 от Националната лаборатория на САЩ Лоурънс-Бъркли е уволнен Виктор Нинов, след като се разкрива, че е фалшифицирал резултатите, утвърждаващи откриването на химичните елементи с номера 110 и 111.
- Откриването на Пилтдаунския човек, представен като липсващото звено между маймуните и човека. Всъщност представлява скелет на орангутан, чиито череп е заменен с черепа на съвременен човек.
- В края на XIX век излиза сборникът Веда Словена, който претендира, че в песенното наследство на населението от югоизточните Родопи има исторически спомени от предхристиянски времена.

## В литературата
- Литературна мистификация означава даден текст да се представи като дело на някакъв несъществуващ, измислен автор, с цел да се придаде автентичност и авторитетност на този текст. Популярни български мистификации са „Веда Словена“, „На Острова на блажените“ и други. В приказката „Котаракът в чизми“ на Шарл Перо се разказва за това как представянето на човек с измислената титла „Маркиз на Карабас“ може да донесе много ползи и облаги. Тази идея се препредава от Жул Ромен в неговата пиеса „Кнок, или триумфът на медицината“

## В политиката
- Във Франция, по времето на Наполеон, гражданският регистър е бил цензуриран, за да се прикрие скромният произход на императора.
- Писмото на Зиновиев, отпечатано в Дейли Меил, няколко дни преди парламентарните избори във Великобритания през 1924, уж изпратено от самия Зиновиев до ръководителя на английската комунистическа партия, препоръчващо да се засили комунистическата пропаганда сред въоръжените сили.
- Аферата Клиърстрийм, свързана с публикуването във френските вестници на списъци с банкови сметки на висши френски политици, сред които и един от президентите на Франция Никола Саркози.